# Basselet von La Rosée (Adelsgeschlecht)

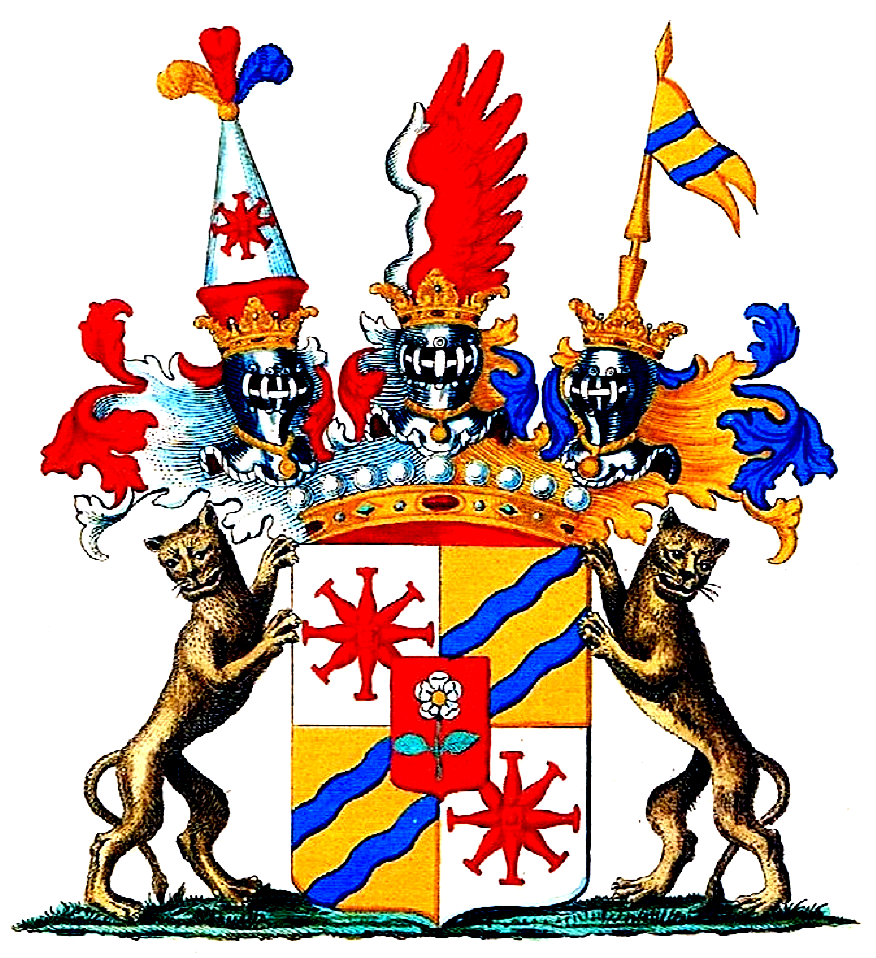
Wappen der Reichsgrafen Basselet von La Rosée 1764

Die Reichsgrafen Basselet von La Rosée sind ein sehr altes, ursprünglich spanisches, aus den ehemals Spanischen Niederlanden nach Bayern eingewandertes und 1764 in den Grafenstand erhobenes Adelsgeschlecht.

## Geschichte
Die Familie Basselet von La Rosée stammt von dem uradligen Geschlecht der Markgrafen de la Rosa, welches ursprünglich in Spanien, später in den damaligen spanischen Niederlanden blühte, ab. Gomard Basselet de la Rosée (1649–1709) und Marie Therese de Septfontaine (1683–1755) hatten drei Söhne: die Brüder Theodor, Franz Servaz und Johann Caspar, die in die Kriegsdienste des bayerischen Kurfürsten Max Emanuel traten, mit ihm nach Bayern kamen und fortan mit der Geschichte der bayerischen Armee verknüpft waren. Sie nannten sich in der Folge Basselet de la Rosée und waren die Begründer dieses Zweiges der Familie, der 1764 in den Grafenstand erhoben wurde. Die Familie verzweigte sich in Bayern und Österreich und blüht auch heute noch in verschiedenen Zweigen.

## Persönlichkeiten

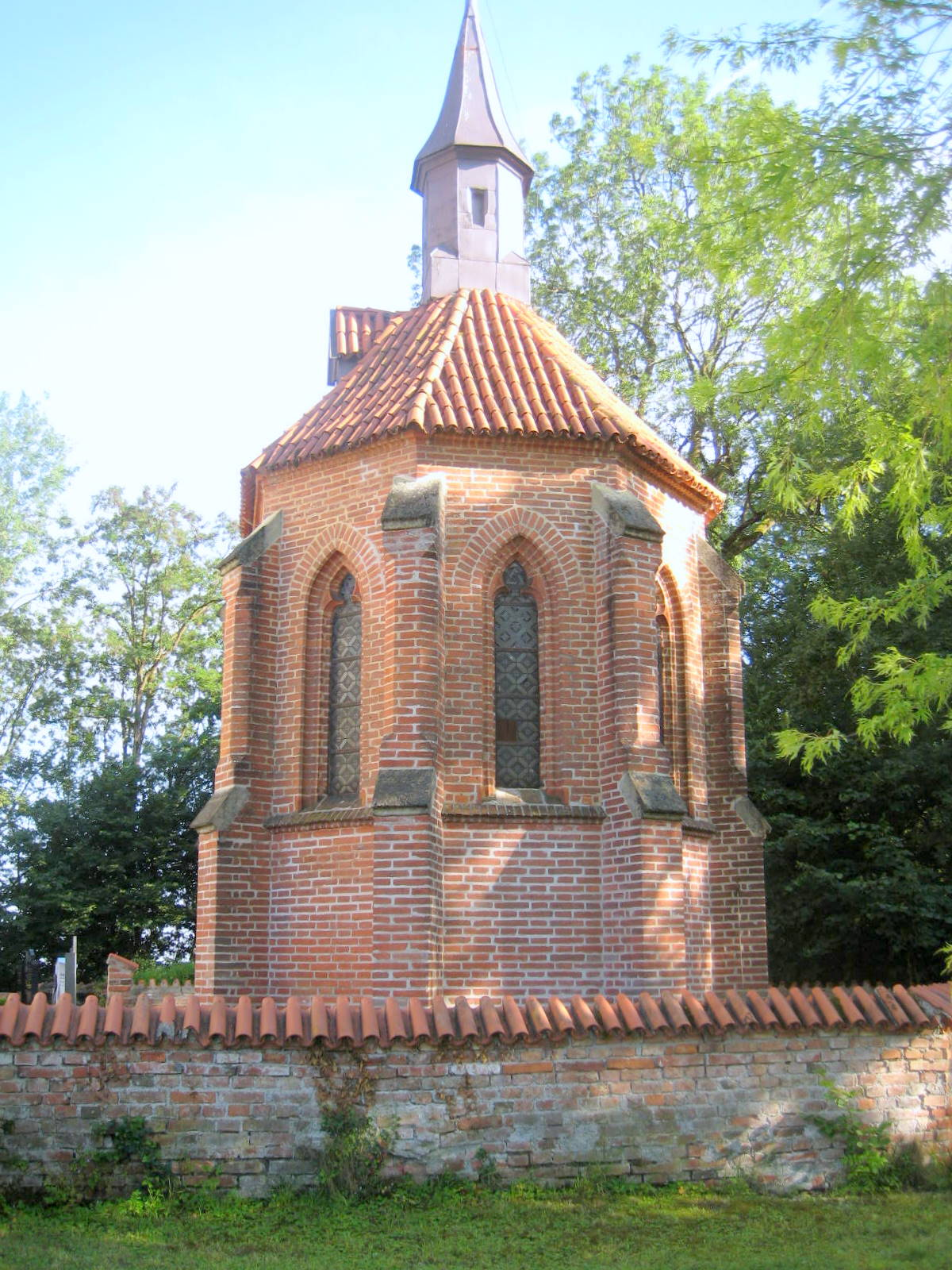
Gruftkapelle der Grafen von La Rosée in Inkofen/Haag a. d. Amper

- Jean Gaspard (Johann Caspar) de La Rosée (1710–1795), er stieg zum Wirklichen Geheimen Rat, Feldmarschallleutnant und Chef eines Reiterregiments auf, wurde schließlich Hofkriegspräsident in München. Als Kommandant von München wurde derselbe Kaiser Franz I. nach Straubing entgegen gesandt und erhielt von demselben am 5. April 1764 mündlich, und später durch Diplom, den Reichsgrafenstand. Um 1762 erwarb er die damalige Hofmark Wörth zusammen mit den Hofmarken Feldafing, Possenhofen sowie der Roseninsel und besaß so das größte geschlossene Ufergebiet am Starnberger See, damals Würmsee. Er war zuerst mit Maria Elisabetha Freiin von Ruffini (* 14. April 1718 in München; † 2. November 1764 in Feldafing) und dann mit Josepha Freiin von Nauendorf (* 4. August 1739 in Geilsdorf; † 2. April 1799 in München) vermählt. Aus dieser zweiten Ehe stammte Maximilian (* 28. März 1768; † 13. Januar 1797), königlich bayerischer Kämmerer und Präsident der Forstkammer, verheiratet mit Antonie Comtesse von Oberndorf, welcher ohne Nachkommen starb.

- Joseph Adolph Reichsgraf Basselet von La Rosée (* 7. Oktober 1773; † 17. Januar 1834), der jüngere Sohn dieser zweiten Verbindung, ehelichte am 4. August 1797 Elisabeth Comtesse von Rechberg und Rothenlöwen zu Hohen (* 24. September 1772; † 16. Juni 1848) und hatte mit ihr zwei Söhne Maximilian Emanuel Placidus (* 5. Oktober 1799; † 2. Juli 1869) und Theodor Raphael (siehe unten).[3]

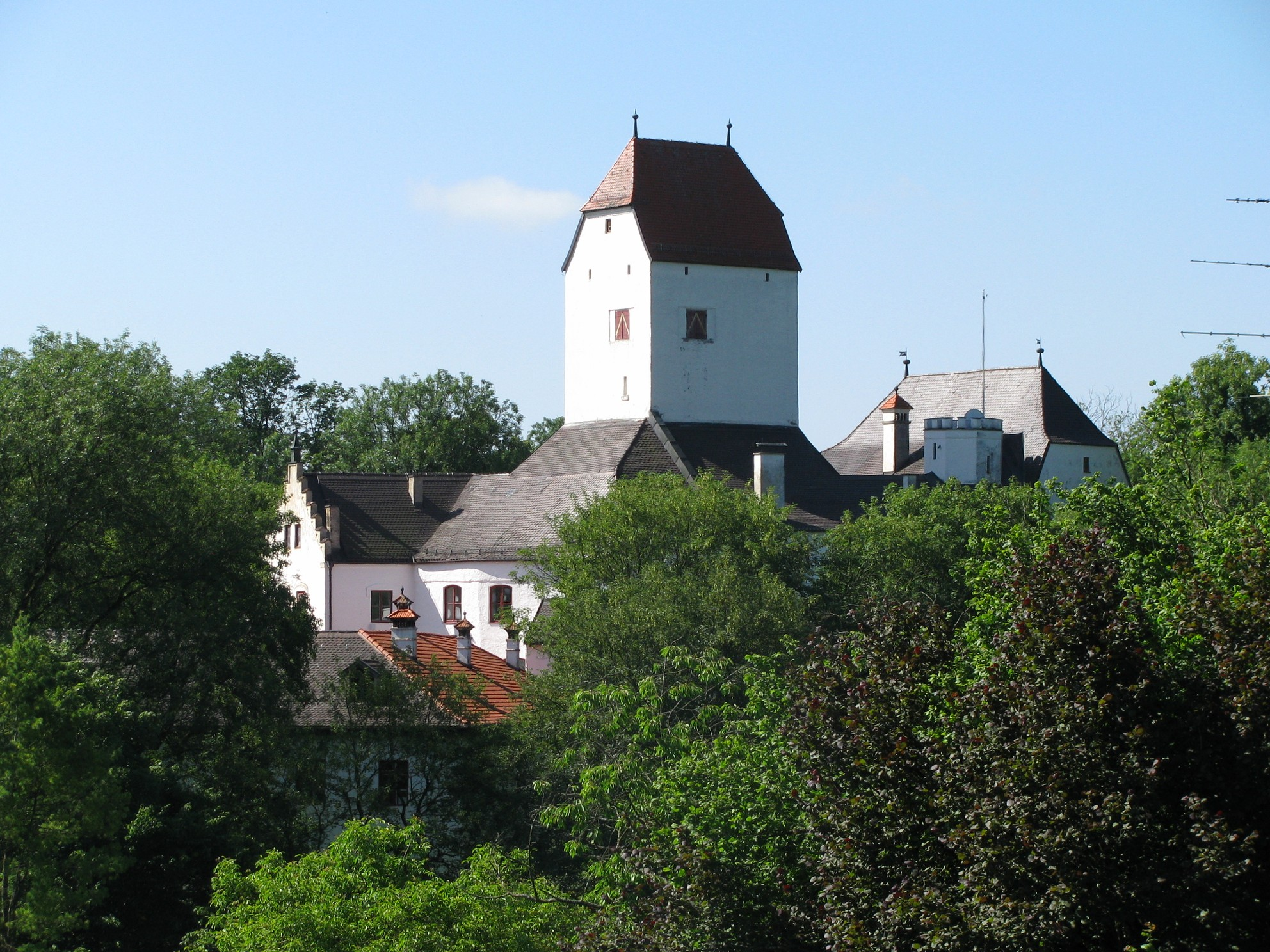
Burg Elkofen

- Johann Caspar Aloys Reichsgraf Basselet von La Rosée (1747–1826), aus erster Ehe stammend, war königlich bayerischer Kämmerer, Wirklicher Geheimer Rat, Staatsrat in außerordentlichem Dienste und Präsident des Oberappellationsgerichts. Er war vermählt mit Maria Theresia Franziska Comtesse Topor von Morawitzki (* 10. Dezember 1751 in Amberg; † 29. Mai 1833 in München). Die Reichsfreiin von Kappleri verkaufte 1805 als Witwe, Eisendorf an Johann Kaspar Aloys. Er nannte sich jetzt zu Geretshausen, Possenhofen, Hirschbichl, Elkofen, Eisendorf und Grafing.[4] Possenhofen und die beiden Hofmarken wie auch das Schloss gelangten 1834 schließlich in den Besitz von Herzog Maximilian Joseph in Bayern. Ihre Jugend verbrachte hier seine Tochter Elisabeth (Sisi), die spätere Gattin Kaiser Franz Joseph I.[5]

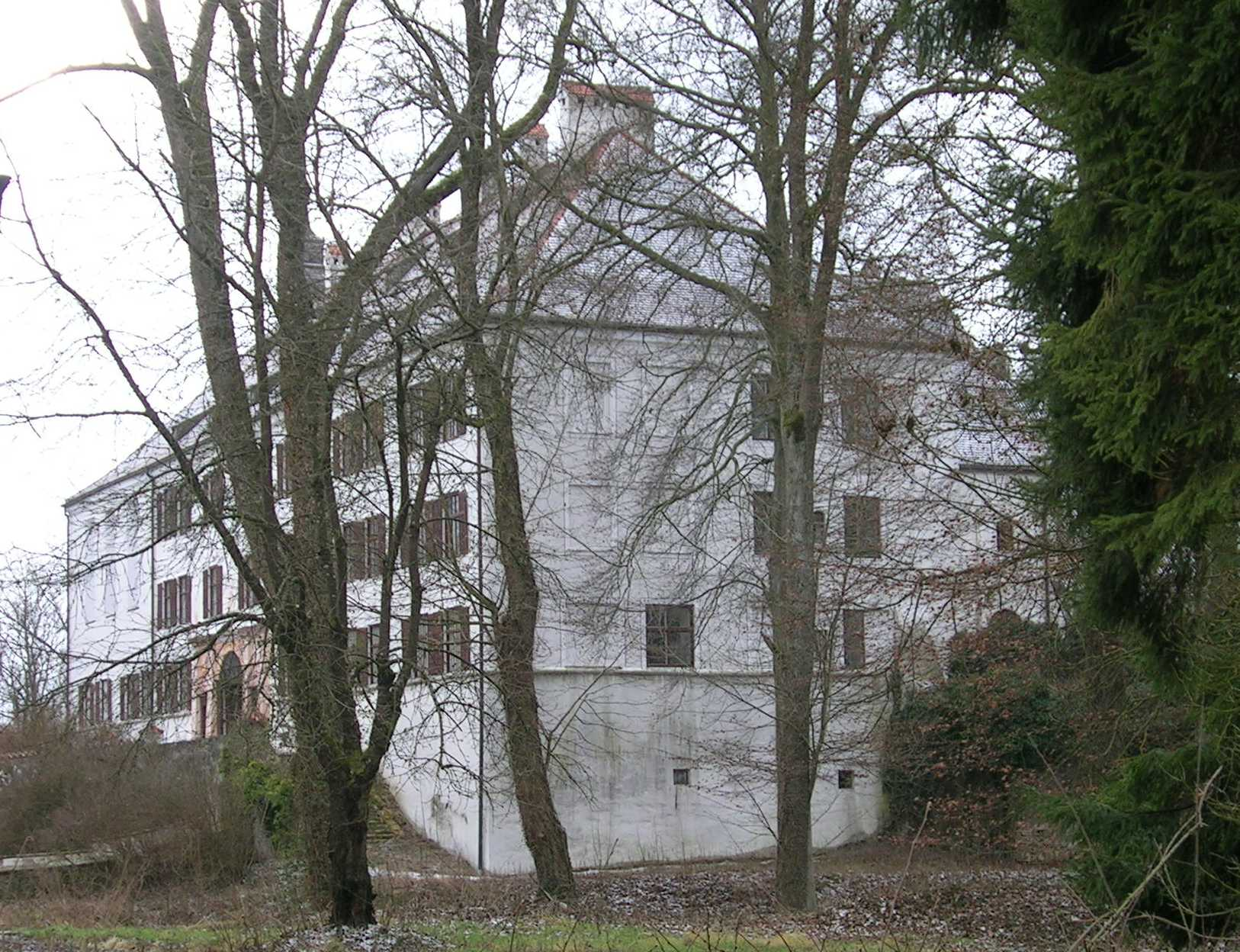
Schloss Isareck

- Franz Xaver Basselet Graf von la Rosée (* 21. August 1774 in München; † 8. Januar 1829 in Neuburg an der Donau), Sohn des oben beschriebenen, königlich bayerischer Kämmerer und Oberst, setzte das Geschlecht fort. Mit Clara Freiin von Murach auf Firsing, (* 19. September 1775 in Ehrenbreitstein; † 6. Februar 1858 in München) zeugte er Heinrich Raphael (siehe unten) und Maximilian Heinrich (1804–1868). Nach dem Ableben Kurfürst Karl Theodors war der so genannte Herrenfall eingetreten; der Lehensinhaber hatte sich um die Anerkennung der Stamm- und Aktivlehen zu bemühen, die ihm am 31. Dezember 1799 von Max IV. Joseph, auf der Grundlage des 1729 spezifizierten Lehensbüchels, bestätigt wurden. 1813 gingen die Besitzungen durch Kauf an die Grafen Basselet de la Rosée über, die aber hauptsächlich in der Residenzstadt weilten. Die lehenbare Hofmark wurde im Jahr 1820 allodifiziert und von den La Rosee verpachtet.[6]
- Heinrich Joseph Raphael Basselet Graf von la Rosée (* 16. April 1803 in München; † 27. Juli 1869 ebenda), der Enkel des Grafen Johann Caspar Aloys und Sohn des Grafen Franz Xaver, war Herr auf Hof- und Grüngiebing, königlicher Vasall des Ritterlehens Armstorf, königlich bayerischer Kämmerer, Ordensritter (18. Dezember 1834), sodann Großkreuzherr (26. Juni 1835) des Wittelsbacher Haus-Ritter-Ordens vom Heiligen Michael, vermählt am 12. März 1833 mit Franziska Johanna von Schneidheim, aus welcher Ehe zwei Söhne hervorgingen.[2][7]
- Maximilian Emanuel Placidus Reichsgraf Basselet von La Rosée (* 3. Oktober 1799), Sohn des Grafen Joseph Adolph, des Stiefbruders des Grafen Johann Caspar Aloys, war königlich bayerischer Kämmerer und Gutsherr auf Inkhofen und Dornhafelbach in Oberbayern. Er wurde vermöge Allerhöchster Entschließung König Ludwig I. vom 28. Juni 1830 zu München zum königlichen Kämmerer ernannt und vermählte sich am 26. November 1832 mit Hyacintha Elisabeth Freiin von Gumppenberg-Pöttmes-Brennberg, (* 29. Aug. 1808).
- Theodor Raphael Aloys Reichsgraf Basselet von La Rosée (* 9. November 1801 in München; † 15. April 1864 ebenda), Sohn des Grafen Joseph Adolph Basselet von La Rosée, war königlich bayerischer Generalmajor und Adjutant des Königs Maximilian I. Joseph von Bayern. Der Graf war seit Mai 1854 Erzieher der beiden Prinzen Ludwig und Otto.[8] Er vermählte sich am 26. November 1826 mit Freiin Ludovika von Leuprechting (+ 15. April 1864 in München).[9][10]
- August Desiderius Graf Basselet de la Rosée (1898–1970), Präsident des Bayerischen Heimat- und Königsbundes[11]
- Maria Hedwig Juliane Gräfin de la Rosée, geborene Maria Hedwig Juliane Gräfin von Moy de Sons (* 30. Juli 1893, † 21. Juli 1975)[12]

## Wappen

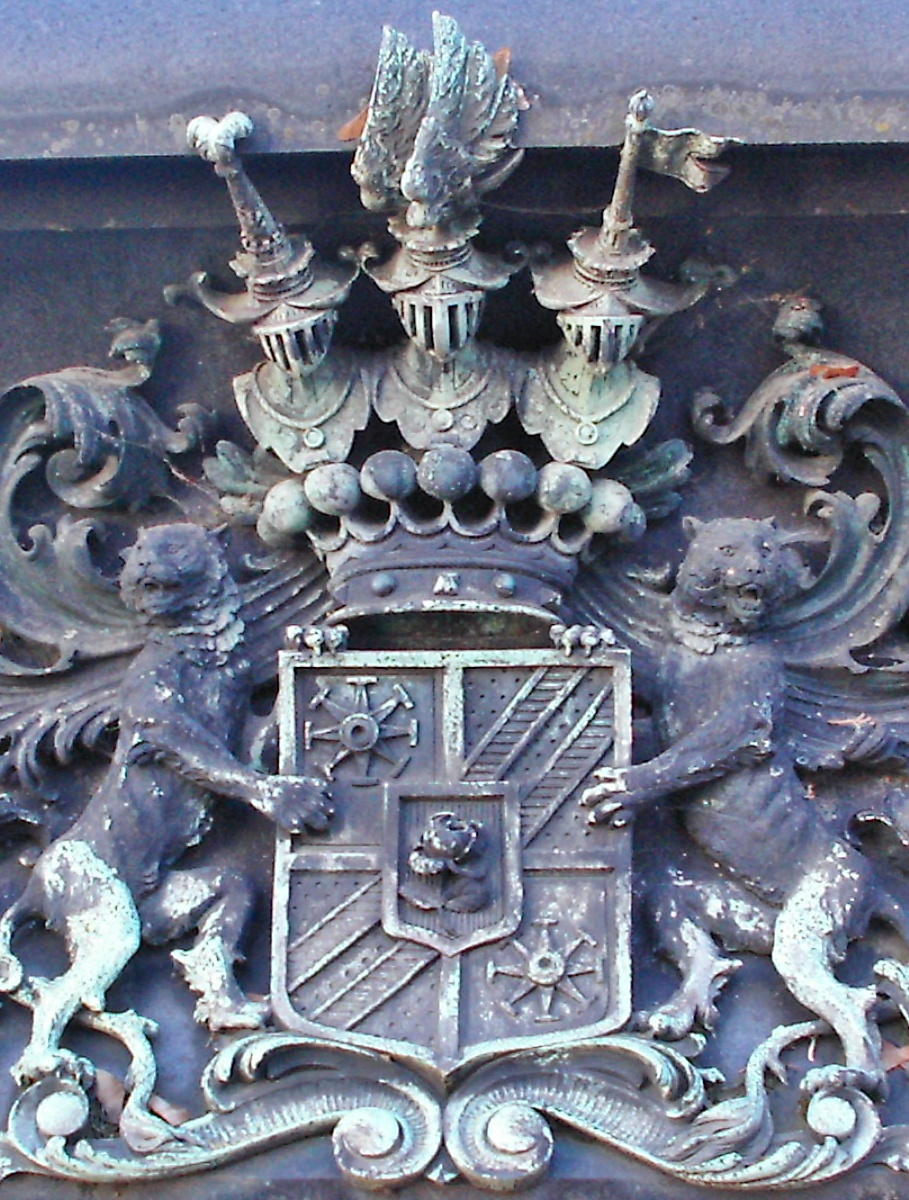
Wappen der Reichsgrafen Basselet von La Rosée

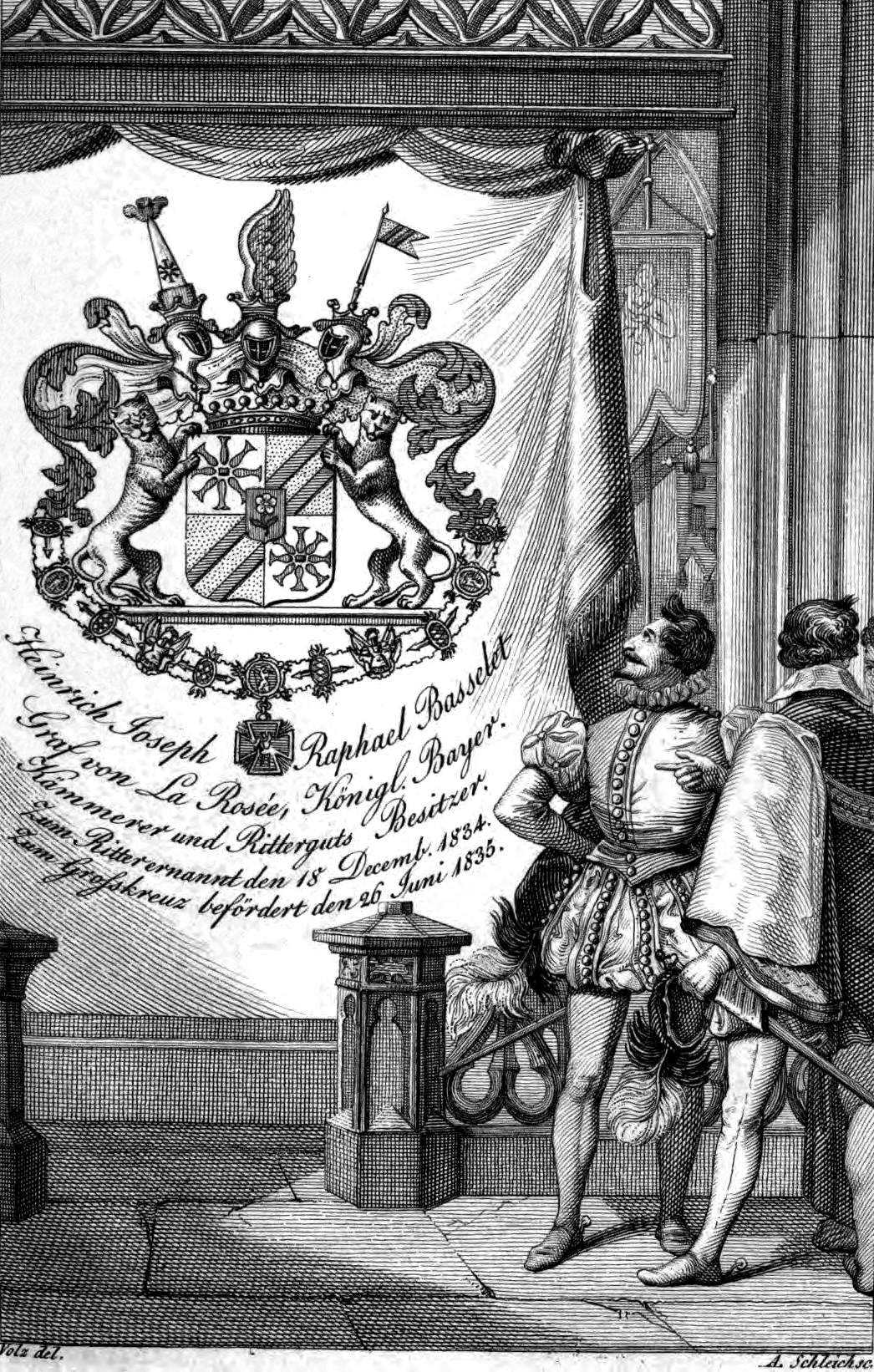
Wappen des Grafen Heinrich Basselet Graf von la Rosée als Träger des Großkreuzes des Michaelsordens 1835

1764: Quadrierter Schild mit Mittelschild. Im roten Mittelschild eine aufrechtstehende weiße Rose mit grünem Stiel und zwei grünen Blättern. 1 und 4 in Silber ein von Roth und Schwarz schräglinks geteilter viereckiger Karfunkelstein mit acht in Form eines gemeinen und eines Andreaskreuzes gelegten geblümten roten Strahlen. 2 und 3 in Gold zwei blaue wellenförmig gezogene schräglinke Balken. Über der Grafenkrone stehen drei gekrönte Helme. Der rechte Helm trägt einen hohen, silbernen, rot aufgeschlagenen Hut, welcher in der Mitte mit dem strahligen Karfunkelstein des 1. und 4. Feldes belegt und dessen goldener Knopf mit drei Straußenfedern, silbern, rot, blau, besteckt ist; der mittlere einen geschlossenen, mit den Sachsen rechtsgekehrten Adlersflug, dessen rechter Flügel silbern, der linke rot ist, und der linke Helm eine goldene Standarte, deren goldene Fahne mit den wellenförmigen blauen, schräglinken Balken des 2. und 3. Feldes belegt ist. Die Helmdecken sind rechts rot und silbern und links blau und golden, und den Schild halten zwei vorwärts gekehrte Luchse mit unter sich gebogenen Schweifen.
oder:
1764: Der von Silber und Gold quadrierte Schild hat einen roten Mittelschild, und in demselben eine aufrechtstehende, weiße Rose mit grünem Stiel und zwei grünen Blättern. Im ersten und vieren silbernen Feld ein von Rot und Schwarz schräglinks geteilter viereckiger Karfunkelstein, mit acht in Form eines gemeinen und Andreaskreuzes gelegten geblümten roten Strahlen. (Als rote Strahlen sind diese ins Kreuz gelegten Figuren im Grafenbrief von 1764 angegeben, sie scheinen aber hier Kelchen ähnlich; im Siebmacher’schen großen Wappenbuch, Tab. 1, sind es Kleestengel, die Blätter der Rose im Mittelschild sind daselbst weiß, und der Fahnenstock auf dem dritten Helm ist silbern.) Im zweiten und dritten goldenen Feld zwei blaue wellenförmig gezogene linke Schrägbalken. Den Schild bedeckt die Grafenkrone, und auf derselben stehen fünf offene gekrönte Turnierhelme. Der erste trägt einen geschlossenen, mit den Sachsen rechtsgekehrten Flug, dessen rechter Flügel von Silber, der linke aber rot ist; Der zweite einen hohen, silbernen, rot aufgestülpten heidnischen (Turnier)hut, dessen goldener Knopf mit 5 Straußenfedern, deren mittelste rot, die rechte golden und die linke blau, besteckt ist und in dessen Mitte der Karfunkelstein mit den 8 Strahlen wiederholt wird; und auf dem roten Helm steckt eine goldene Standarte, auf deren goldnen Fahne die zwei wellenförmig gezogenen blauen linken Schrägbalken des zweiten und fünften Feldes wieder erscheinen. Helmdecken rechts: rot und silbern, links: blau und golden.
Schildhalter: Zwei silberne Luchse mit unter sich gebogenen Schweifen.